# Gruppo Triboldi Basket 2008-2009

## Storia
La squadra ha chiuso la regular season dietro a Varese e Veroli. Nel corso dei playoff ha eliminato prima Pavia nei quarti di finale (3-1 nella serie), poi Casale Monferrato in semifinale (3-2), ed infine ha ottenuto la promozione in serie A vincendo 3-1 le finali contro Sassari: la storica partita che ha chiuso la serie si è disputata il 7 giugno 2009, e ha visto la formazione lombarda prevalere in trasferta col punteggio di 68-75.
Nella successiva estate entrano in società alcuni dirigenti della Juvi Cremona che a sua volta cede il proprio titolo di Serie A Dilettanti a Brescia. Inoltre la sede del club viene trasferita da Soresina a Cremona.

## Verdetti
- Legadue:
  - stagione regolare: 3º posto su 16 squadre (18-12);
  - playoff: vittoria in finale contro Sassari (3-1);
    - promozione in Serie A;
- Coppa Italia di Legadue:
  - eliminazione in finale contro Veroli.

## Roster
| Giocatori |
| --------- |

|    | Naz.                                     | Ruolo | Sportivo        | Anno | Alt. | Peso |  |
| -- | ---------------------------------------- | ----- | --------------- | ---- | ---- | ---- |  |
| 4  | Stati Uniti (bandiera)                   | AC    | Quadre Lollis   | 1973 | 200  | 111  |  |
| 6  | Italia (bandiera)                        | G     | Matteo Rossetti | 1985 | 192  | 80   |  |
| 8  | Argentina (bandiera) · Italia (bandiera) | A     | Silvio Gigena   | 1975 | 200  | 98   |  |
| 9  | Svezia (bandiera)                        | P     | Rudy Mbemba     | 1987 | 181  | 87   |  |
| 10 | Stati Uniti (bandiera)                   | PG    | Troy Bell       | 1980 | 186  | 81   |  |
| 12 | Italia (bandiera)                        | C     | Marco Cusin     | 1985 | 211  | 112  |  |
| 13 | Italia (bandiera)                        | C     | Francesco Basei | 1983 | 207  | 108  |  |
| 18 | Italia (bandiera)                        | A     | Rodolfo Valenti | 1980 | 196  | 94   |  |
| 20 | Italia (bandiera)                        | P     | Luca Bernardi   | 1984 | 184  | 75   |  |

| Staff tecnico                             |
| ----------------------------------------- |
| Allenatore: Stefano Cioppi                |
| Assistente: Pierluigi Brotto Paolo Lepore |

| Giocatori acquisiti a stagione in corso |
| --------------------------------------- |

|    | Naz.                                       | Ruolo | Sportivo                      | Anno | Alt. | Peso |  |
| -- | ------------------------------------------ | ----- | ----------------------------- | ---- | ---- | ---- |  |
| 17 | Stati Uniti (bandiera) · Italia (bandiera) | GA    | Dante Calabria dal 10 ottobre | 1973 | 194  | 90   |  |
| 7  | Stati Uniti (bandiera)                     | AC    | Reyshawn Terry dal 5 dicembre | 1984 | 203  | 105  |  |
| 5  | Argentina (bandiera) · Italia (bandiera)   | PG    | Ariel Filloy dal 26 marzo     | 1987 | 190  | 88   |  |
| 15 | Uruguay (bandiera) · Italia (bandiera)     | A     | Mauricio Aguiar dal 6 aprile  | 1983 | 200  | 90   |  |

| Giocatori ceduti a stagione in corso |
| ------------------------------------ |

|    | Naz.                                       | Ruolo | Sportivo                          | Anno | Alt. | Peso |  |
| -- | ------------------------------------------ | ----- | --------------------------------- | ---- | ---- | ---- |  |
| 21 | Stati Uniti (bandiera) · Italia (bandiera) | G     | Ryan Bucci fino al 5 dicembre     | 1981 | 190  | 90   |  |
| 7  | Stati Uniti (bandiera)                     | AC    | Reyshawn Terry fino al 29 gennaio | 1984 | 203  | 105  |  |
| 17 | Stati Uniti (bandiera) · Italia (bandiera) | GA    | Dante Calabria fino al 16 aprile  | 1973 | 194  | 90   |  |

Legaduebasket: Dettaglio statistico